# Robby Benson
Robin David Segal (Dallas, 21 de enero de 1956), conocido por el nombre artístico de Robby Benson, es un actor, cantante, músico, director, productor, escritor, compositor y educador estadounidense. Es conocido por ser la voz de Bestia en la película animada de Disney La bella y la bestia y en sus numerosas secuelas y spin-off, y dirigió varios episodios de la sitcom Friends.

## Primeros años
Benson nació en Dallas, Texas, el hijo de Freda Ann (apellido de soltera Benson), una cantante, actriz, y gerente de promociones de negocios, y Jerry Segal, un escritor. Su familia es judía. Benson creció en la Ciudad de Nueva York, y tomó el apellido de soltera de su madre como su nombre artístico cuando él tenía 10 años.

## Carrera
Benson hizo su debut cinematográfico con un papel no acreditado en Wait Until Dark (1967) como el Chico que lanza la pelota y su debut en Broadway con The Rothschilds (1970). Benson tuvo un papel temprano en la telenovelaSearch for Tomorrow (1971–72). Como actor de cine, Benson fue bien conocido por papeles adolescentes en películas sobre la madurez, como Jory en 1972, Jeremy en 1973, y como Billy Joe McAllister en Ode to Billy Joe en 1976.
En 1975, Benson apareció en Death Be Not Proud y Lucky Lady. Ese año, también hizo una prueba de pantalla para el papel de Luke Skywalker en "Star Wars", un papel que fue finalmente para Mark Hamill. En 1977, Benson protagonizó en One on One (la cual coescribió junto a su padre) y la película para televisión The Death of Richie. En 1978, coprotagonizó en The End y también en Ice Castles, coprotagonizada por Lynn Holly Johnson, quien era una medallista de patinaje artístico estadounidense. Benson, quien no había patinado sobre hielo antes, aprendió a patinar para grabar la película, la cual tenía numerosas escenas de patinaje, incluyendo de hockey sobre hielo. En 1980, Benson protagonizó junto a Linda Grovenor en la película, Die Laughing. Ese mismo año, Benson también protagonizó la película Tribute junto a Jack Lemmon.
En 1981, coprotagonizó la película The Chosen, basada en el libro homónimo de Chaim Potok. The New York Times dio a la película una crítica mixta, pero señaló que el personaje de Benson estaba "lleno de suave curiosidad que no puede evitar ganar la simpatía de la audiencia." Benson interpretó al medallista de oro olímpico Billy Mills en la película de 1983 Running Brave. En 1991, fue la voz de Bestia en la aclamada película animada La bella y la bestia. Más tarde, en los 90, dio voz al personaje principal de J.T. Marsh en la serie de animación de ciencia ficción Exosquad.
Su novela de 2007 Who Stole the Funny?: A Novel of Hollywood consiguió que Benson entrase en la lista de Betsellers de LA Times. La biografía médica de Benson I'm Not Dead ... Yet! se lanzó en junio de 2012.
Benson ha sido Profesor en la Tisch School of the Arts de la Universidad de Nueva York, en la Universidad de Utah y en la Universidad de Carolina del Sur. Se anunció que trabajaría como profesor de Práctica en el otoño de 2013 en la Universidad de Indiana. Benson dejó la universidad después del semestre de primavera de 2016, cuando su contrato de tres años expiró.

## Vida personal
Benson se casó con la cantante y actriz Karla DeVito el 11 de julio de 1982. La pareja se conoció en The Pirates of Penzance. Tienen dos hijos juntosː su hija Lyric (nacida en 1983) y su hijo Zephyr (nacido en 1992).
Los médicos le diagnosticaron un soplo cardíaco cuando era un adolescente, y se sometió a la primera de cuatro operaciones a corazón abierto en 1984 para arreglar una válvula cardíaca defectuosa previamente diagnosticada. Es un activista y recaudador de fondos para la investigación cardíaca, lo que le llevó, en 2004, a escribir un libro, la letra y la música para una obra original de Off-Broadway llamada Open Heart, la cual también protagonizaba. Practica la meditación trascendental.

## Filmografía

### Cine
| Año  | Título                                           | Papel                   | Notas |
| ---- | ------------------------------------------------ | ----------------------- | --- |
| 1967 | Wait Until Dark                                  | Chico que lanza pelota  | No acreditado |
| 1973 | Jory                                             | Jory Walden             | |
| 1973 | Jeremy                                           | Jeremy Jones            | Nominado — Premios Globo de Oro al Recién Llegado Más Prometedor - Masculino |
| 1975 | Lucky Lady                                       | Billy                   | |
| 1975 | Death Be Not Proud                               | Johnny Gunther          | |
| 1976 | Ode to Billy Joe                                 | Billy Joe McAllister    | |
| 1977 | One on One                                       | Henry Steele            | |
| 1978 | The End                                          | Padre Dave Benson       | |
| 1978 | Ice Castles                                      | Nick Peterson           | |
| 1979 | Walk Proud                                       | Emilio Méndez           | Premio Stinker por el Peor Acento Falso: Masculino Premio Stinker por Peor Actor |
| 1980 | Die Laughing                                     | Pinsky                  | Premio Stinker por Acento Falso Más Molesto: Masculino Nominado — Premio Stinker por Peor Actor Nominado — Premio Stinker por Peor Canción o Interpretación de Canción en una Película o Créditos Finales |
| 1980 | Tribute                                          | Jud Templeton           | Nominado — Premio Stinker por Peor Actor |
| 1981 | The Chosen                                       | Danny Saunders          | |
| 1982 | Movie Madness                                    | Brent Falcone           | |
| 1983 | Running Brave                                    | Billy Mills             | |
| 1984 | Harry & Son                                      | Howard Keach            | Nominado — Premio Razzie al peor actor de reparto |
| 1985 | City Limits                                      | Carver                  | |
| 1987 | Rent-a-Cop                                       | Pitts                   | |
| 1989 | White Hot                                        | Scott                   | |
| 1990 | Modern Love                                      | Greg                    | También escritor, director y productor |
| 1991 | La bella y la bestia                             | Bestia/Príncipe (voz)   | Nominado — Premio Grammy Award al álbum del año |
| 1992 | Invasion of Privacy                              | Alex Pruitt             | |
| 1993 | Deadly Exposure                                  | Max Pierce              | |
| 1997 | La bella y la bestia 2: Una Navidad encantada    | Bestia/Príncipe (voz)   | Directo a vídeo |
| 1998 | La Bella y La Bestia 3: El mundo mágico de Bella | Bestia/Príncipe (voz)   | Directo a vídeo |
| 1999 | Belle's Tales of Friendship                      | Bestia/Príncipe (voz)   | Directo a vídeo |
| 2000 | Dragonheart: A New Beginning                     | Drake (voz)             | |
| 2000 | The Life & Adventures of Santa Claus             | Joven Santa Claus (voz) | |
| 2001 | ¡La Navidad Mágica de Mickey                     | Bestia (voz)            | Directo a vídeo |
| 2002 | Just a Dream                                     | Dr. Sturbuck            | |
| 2004 | MXP: Most Xtreme Primate                         | Edward                  | |
| 2011 | Brave New World                                  | Damon Heller            | |
| 2018 | Apple Seed                                       | Sirom                   | |

### Televisión
| Año       | Título                             | Papel                                                                                | Notas |
| --------- | ---------------------------------- | ------------------------------------------------------------------------------------ | --- |
| 1971–1972 | Search for Tomorrow                | Bruce Carson                                                                         | 2 episodios |
| 1974      | Remember When                      | Frankie Hodges                                                                       | Película para TV |
| 1974      | All the Kind Strangers             | John                                                                                 | Película para TV |
| 1974      | Virginia Hill                      | Leroy Small                                                                          | Película para TV |
| 1975      | Death Be not Proud                 | Johnny Gunther                                                                       | Película para TV |
| 1976      | One Day at a Time                  | Ken                                                                                  | Episodio: "The College Man" |
| 1976      | The Last of Mrs. Lincoln           | Tad Lincoln                                                                          | Película para TV |
| 1977      | The Death of Richie                | Richie Werner                                                                        | Película para TV |
| 1977      | Our Town                           | George Gibbs                                                                         | Película para TV |
| 1982      | Two of a Kind                      | Noel 'Nolie' Minor                                                                   | Película para TV Nominado — Premios Globo de Oro a la Mejor Interpretación de un Actor en una Miniserie o Película para Televisión |
| 1985      | California Girls                   | Nathan Bowzer                                                                        | Película para TV |
| 1985      | El nuevo Alfred Hitchcock presenta | Ed                                                                                   | Episodio: "Method Actor" |
| 1986      | Tough Cookies                      | Det. Cliff Brady                                                                     | 6 episodios |
| 1986      | David and Goliath                  | David (voz)                                                                          | Cortometraje |
| 1989      | For Jenny with Love                | Bud                                                                                  | Serie de TV |
| 1990      | El Autoestopista                   | Bart                                                                                 | Episodio: "Tourist Trap" |
| 1991–1993 | La leyenda del Príncipe Valiente   | Príncipe Valiente (voz)                                                              | 5 episodios |
| 1992      | P.J. Sparkles                      | Blaze (voz)                                                                          | Película animada para TV |
| 1992      | Batman: la serie animada           | Wilkes (voz)                                                                         | Episodio: "P.O.V." |
| 1992      | Los vaqueros de Moo Mesa           | Voces adicionales                                                                    | 3 episodios |
| 1992      | Homewrecker                        | David Whitson                                                                        | Película para TV |
| 1992      | Lincoln                            | Voces adicionales                                                                    | Película para TV |
| 1993      | Avonlea                            | Jonathan Ravenhurst Blackwell                                                        | Episodio: "The Disappearance" |
| 1993      | At Home with the Webbers           | Roger Swade                                                                          | Película para TV |
| 1993      | Precious Victims                   | Robert Sims                                                                          | Película para TV |
| 1993–1994 | Exosquad                           | Squad Leder Lt. J.T. Marsh, Wing Cmdr. J.T. Marsh, Squad Leader Lt. J.T. Marsh (voz) | 13 episodios |
| 1994      | El autobús mágico                  | Archibald Seedplot (voz)                                                             | Episodio: "Goes to Seed" |
| 1996      | O. Henry's Christmas               | Jim                                                                                  | Película para TV |
| 1996–1997 | Sabrina, cosas de brujas           | Edward Spellman                                                                      | 2 episodios |
| 2000      | The Christmas Lamb                 | Asah (voz)                                                                           | Película animada para TV |
| 2001      | The Huntress                       | Dana Weatherly                                                                       | Episodio: "Who Are You?" |
| 2001–2002 | House of Mouse                     | Bestia/Príncipe Adam (voz)                                                           | 8 episodios |
| 2002–2003 | American Dreams                    | Prof. Witt / Profesor Witt                                                           | 8 episodios |

### Videojuegos
| Videojuegos | Videojuegos                                    | Videojuegos          | Videojuegos |
| Año         | Título                                         | Papel                | Notas       |
| ----------- | ---------------------------------------------- | -------------------- | ----------- |
| 1992        | King's Quest VI: Heir Today, Gone Tomorrow     | Príncipe Alexander   |             |
| 2000        | Disney's Beauty and the Beast Magical Ballroom | Bestia/Príncipe Adam |             |
| 2002–2006   | Kingdom Hearts & Kingdom Hearts II             | Bestia/Príncipe Adam |             |
| 2007        | Kingdom Hearts II: Final Mix+                  | Bestia/Príncipe Adam |             |
| 2011        | Kinect Disneyland Adventures                   | Bestia/Príncipe Adam |             |

## Créditos de producción

### Director
- White Hot (1989)
- Modern Love (1990)
- Family Album (serie de TV) - 4 episodios
  - 1.3 "Guardian Angel" (1993)
  - 1.4 "Winter, Spring, Summer or Fall All You Gotta Do Is Call..." (1993)
  - 1.5 "Salon, Farewell, Auf Wiedersehn, Goodbye" (1993)
  - 1.6 "Will You Still Feed Me?" (1993)
- Evening Shade (serie de TV) - 8 episodios
  - 3.14 "Private School" (1993)
  - 3.22 "Teaching Is a Good Thing" (1993)
  - 3.24 "The Graduation" (1993)
  - 4.8 "Wood and Evan's Excellent Adventure" (1993)
  - 4.11 "Chain of Fools" (1993)
  - 4.12 "Sleepless in Arkansas" (1993)
  - 4.14 "The People's Choice" (1994)
- Monty (serie de TV) - 2 episodios
  - 1.3 "The Son Also Rises" (1994)
  - 1.6 "Baby Talk" (1994)
- Muddling Through (serie de TV) - 2 episodios
  - 1.2 "Let It Be Normal" (1994)
  - 1.5 "Second Time's the Charm" (1994)
- Good Advice (serie de TV) - 2 episodios
  - 2.3 "Divorce, Egyptian Style" (1994)
  - 2.12 "Lights, Camera, Friction!" (1994)
- The George Wendt Show (programa de TV) - 1 episodio
  - 1.2 "A Need for See" (1995)
- Bringing Up Jack (serie de TV) - 1 episodio
- Thunder Alley (serie de TV) - 21 episodios
  - 1.2 "The Love Triangle" (1994)
  - 1.4 "Girls' Night Out" (1994)
  - 1.5 "Bloodsuckers" (1994)
  - 1.6 "Happy Endings" (1994)
  - 2.1 "Never Say Die" (1994)
  - 2.2 "Speak No Evil" (1994)
  - 2.3 "Easy Money" (1994)
  - 2.4 "Get a Job" (1994)
  - 2.5 "First Date" (1994)
  - 2.6 "Give 'Em Hell, Bobbi" (1994)
  - 2.7 "Sex, Lies & Popcorn" (1994)
  - 2.8 "The Garage Sale" (1994)
  - 2.9 "Accidentally at First Sight" (1995)
  - 2.10 "Are We There Yet?" (1995)
  - 2.12 "The Trouble with Harry" (1995)
  - 2.13 "Workin' Man's Blues" (1995)
  - 2.14 "A Little Me Time" (1995)
  - 2.15 "I Am Spartacus" (1995)
  - 2.17 "Just a Vacation" (1995)
  - 2.18 "Buzz Off, Buzzard Boy" (1995)
  - 2.19 "No Swing Set" (1995)
- Dream On (serie de TV) - 1 episodios
  - 6.1 "Try Not to Remember" (1995)
- Ellen (serie de TV) - 25 episodios
  - 3.1 "Shake, Rattle and Rumble" (1995)
  - 3.2 "These Successful Friends of Mine" (1995)
  - 3.3 "The Shower Scene" (1995)
  - 3.4 "The Bridges of L.A. County" (1995)
  - 3.5 "Hello, I Must Be Going" (1995)
  - 3.6 "Trick or Treat - Who Cares?" (1995)
  - 3.7 "She Ain't Friendly, She's My Mother" (1995)
  - 3.8 "Salad Days" (1995)
  - 3.9 "The Movie Show" (1995)
  - 3.10 "What's Up, Ex-Doc?" (1995)
  - 3.11 "Ellen's Choice" (1995)
  - 3.12 "Do You Fear What I Fear?" (1995)
  - 3.13 "Horschak's Law" (1996)
  - 3.14 "Morgan, P.I." (1996)
  - 3.15 "Oh, Sweet Rapture" (1996)
  - 3.16 "Witness" (1996)
  - 3.17 "Ellen: With Child" (1996)
  - 3.18 "Lobster Diary" (1996)
  - 3.19 "Two Ring Circus" (1996)
  - 3.20 "A Penney Saved..." (1996)
  - 3.21 "Too Hip for the Room" (1996)
  - 3.22 "Two Mammograms and a Wedding" (1996)
  - 3.23 "Go Girlz" (1996)
  - 3.24 "When the Vow Breaks: Part 1" (1996)
  - 3.26 "When the Vow Breaks: Part 2" (1996)
- Life with Roger (serie de TV) - 1 episodio
- Pearl (serie de TV) - 1 episodio
  - 1.2 "Teacher's Pet" (1996)
- Common Law (serie de TV) - 1 episodio
  - 1.1 "Pilot" (1996)
- Sabrina, cosas de brujas (serie de TV) - 3 episodios
  - 1.1 "Pilot" (1996)
  - 1.10 "Sweet & Sour Victory (1996)
  - 1.17 "First Kiss" (1997)
- Friends (serie de TV) - 6 episodios
  - 1.22 "The One with the Ick Factor" (1995)
  - 3.12 "The One with All the Jealousy" (1997)
  - 3.13 "The One Where Monica and Richard Are Just Friends" (1997)
  - 3.14 "The One with Phoebe's Ex-Partner" (1997)
  - 3.18 "The One with the Hypnosis Tape" (1997)
  - 3.24 "The One with the Ultimate Fighting Champion" (1997)
- House Rules (serie de TV) - 1 episodio
  - 1.7 "Who Knew?" (1998)
- The Naked Truth (serie de TV) - 14 episodios
  - 2.8 "The Scoop" (1997)
  - 2.9 "The Birds" (1997)
  - 3.1 "Things Change" (1997)
  - 3.2 "Her Girl Friday" (1997)
  - 3.3 "Bully for Dave" (1997)
  - 3.4 "Liesl Weapon" (1997)
  - 3.5 "Bridesface Revisited" (1997)
  - 3.7 "Look at Me! Look at Me!" (1997)
  - 3.12 "Women on the Verge of a Rhytidectomy" (1998)
  - 3.13 "8 1/2" (1998)
  - 3.14 "The Neighbor of Bath" (1998)
  - 3.15 "Day of the Locos" (1998)
  - 3.17 "Born to Be Wilde" (1998)
  - 3.16 "Muddy for Nothing" (1998)
- Reunited (serie de TV) - 1 episodio
- Brother's Keeper (serie de TV) - 1 episodio
  - 1.12 "The Date" (1999)
- Jesse (serie de TV) - 8 episodios
  - 1.2 "Goober Up the Nose" (1998)
  - 1.3 "Bees Do It, Birds Do It, But Not in a Car" (1998)
  - 1.4 "Live Nude Girls" (1998)
  - 1.5 "Boo! He's Back" (1998)
  - 1.6 "The Methadone Clinic" (1998)
  - 1.7 "The Kiss" (1998)
  - 1.8 "The Cheese Ship" (1998)
  - 1.13 "My Casual Friend's Wedding" (1999)
- Dharma & Greg (serie de TV) - 1 episodio
  - 4.7 "Mad Secretaries and Englishmen" (2000)
- Tres para todo (serie de TV) - 2 episodios
  - 4.10 "Rescue Me" (2000)
  - 4.19 "The Love Boat" (2001)
- The Huntress (serie de TV) - 4 episodios
  - 1.10 "Black Widow" (2001)
  - 1.15 "Generations" (2001)
  - 1.19 "Undercover" (2001)
  - 1.23 "Showdown" (2001)
- Bob Patterson (serie de TV) - 1 episodios
  - 1.5 "Bathroom Bob" (2001)
- No con mis hijas (serie de TV) - 2 episodios
  - 2.2 "Sex Ed" (2003)
  - 2.3 "Donny Goes AWOL" (2003)
- I'm with Her (serie de TV) - 2 episodios
  - 1.9 "Meet the Parent" (2003)
  - 1.10 "The Greatest Christmas Story Ever Told" (2003)
- Baby Bob (serie de TV) - 2 episodios
  - 2.6 "You Don't Know Jack" (2003)
  - 2.5 "Boys Will Be Girls" (2003)
- La familia salvaje (serie de TV) - 1 episodio
  - 1.5 "Car Jack" (2004)
- 2008 Billy: The Early Years

### Productor
- Die Laughing (1980)
- Modern Love (1990)
- Caligo (2014)
- Unwelcome (2014)
- Calypso (2014)
- Straight Outta Tompkins (2015)

### Escritor
- One on One (1977)
- Modern Love (1990)
- Betrayal of the Dove (1993)

### Compositor
- Walk Proud (1979)
- Unwelcpme (2014)
- Straight Outta Tompkins (2015)